# 詹姆斯·哈恩
詹姆斯·肯尼斯·哈恩（英語：James Kenneth Hahn，1950年7月3日—），美国律师、政治家。美國民主党員，2001年当选洛杉矶市长。在担任市长之前，哈恩曾在洛杉矶市担任过其他几项职务，包括代理市检察官 (1975–1979)、市审计长(1981–1985) 和市检察官(1985–2001)。哈恩是该市历史上唯一当选所有三个市级公职的人。他目前是洛杉矶县高等法院的现任法官。
作为市长，哈恩任命前纽约警察局局长比尔·布拉顿为洛杉矶警察局长，并选择不再续用伯纳德·帕克斯。人们普遍认为，布拉顿的任命导致洛杉矶犯罪率急剧下降，并提高了警局的士气。哈恩还领导了在圣费尔南多谷、好莱坞和圣佩德罗击败洛杉矶分裂主义的运动，从而保持了洛杉矶的完整。虽然他主要因这两项成就而闻名，但这也导致他连任失败：非裔美国人对帕克斯的罢免感到不安，而圣费尔南多谷的居民对反对分拆洛杉矶的判决感到失望，这两个选区当时是支持他在2001年选举中获胜的主要力量。 
哈恩是洛杉矶县政委员兼前任国会议员贾尼斯·哈恩的兄弟，前加利福尼亚州众议员和洛杉矶市议员戈登·哈恩的侄子，和前洛杉矶市议会议员、长期担任洛杉矶县政委员的肯尼思·哈恩的儿子。

## 外部連結
- 维基共享资源上的相關多媒體資源：詹姆斯·哈恩